# Roveré della Luna

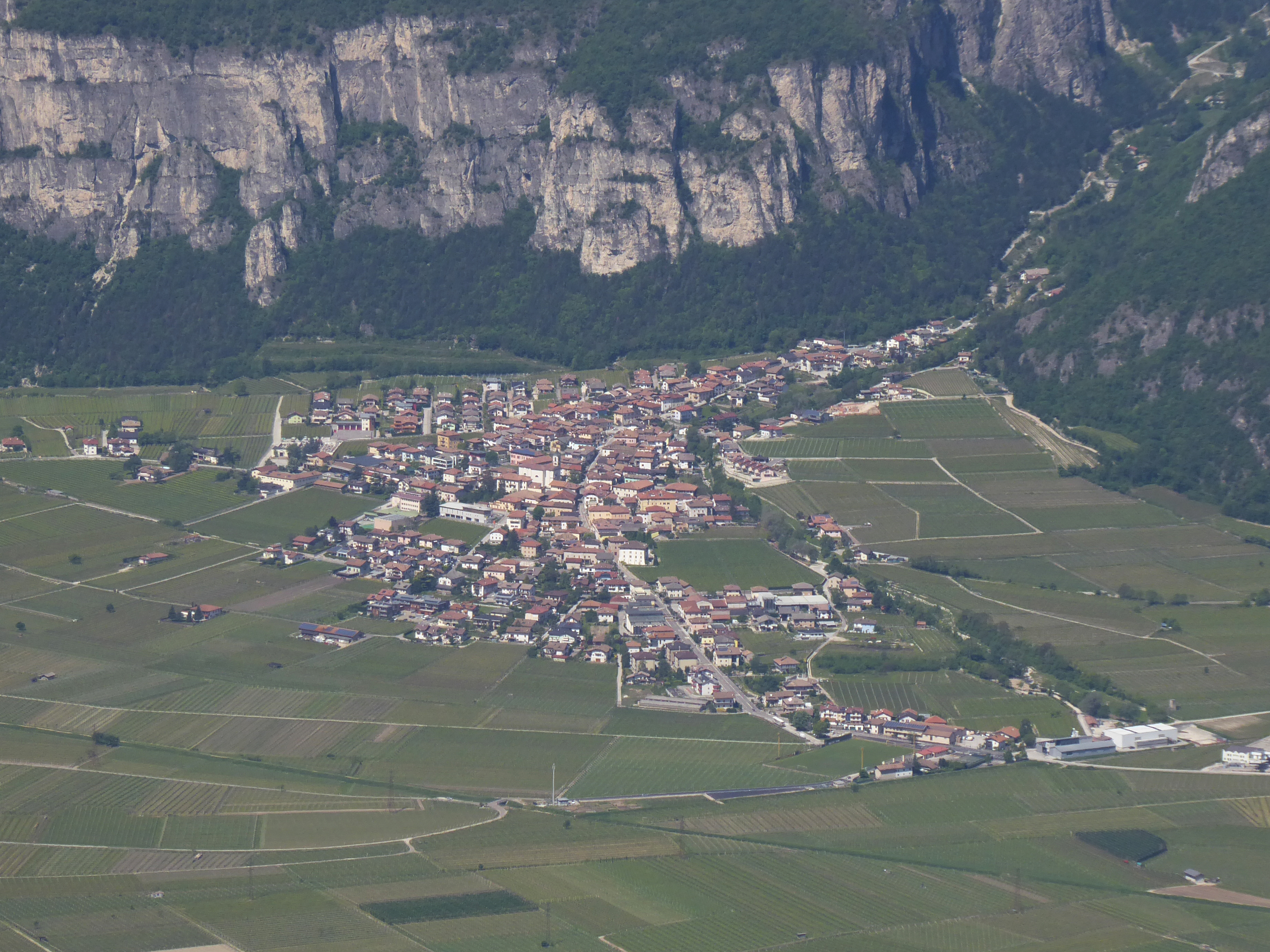
Blick auf den Ort

Roveré della Luna (deutsch: Aichholz oder Eichholz) ist eine italienische Gemeinde mit 1637 Einwohnern (Stand 31. Dezember 2023) im Trentino, am orografisch rechten Ufer der Etsch, gegenüber von Salurn, das bereits in Südtirol liegt. Sie gehört zur Talgemeinschaft Comunità Rotaliana-Königsberg.
Die nahe Etsch prägt beide Orte, da sie immer wieder von deren Hochwasser bedroht werden. Dadurch hat sich eine gute Beziehung zwischen den beiden Orten entwickelt.
Andere Nachbargemeinden sind Kurtatsch und Margreid in Südtirol und Predaia, Ton und Mezzocorona im Trentino.

## Persönlichkeiten
- Carl Joseph Bronzetti (1788–1854), Offizier und Schriftsteller